# Рочу (комуна)
Рочу (рум. Rociu) — комуна у повіті Арджеш в Румунії. До складу комуни входять такі села (дані про населення за 2002 рік):
- Глігану-де-Жос (533 особи)
- Глігану-де-Сус (838 осіб)
- Рочу (555 осіб)
- Шербенешть (1088 осіб)

Комуна розташована на відстані 87 км на захід від Бухареста, 24 км на південний схід від Пітешть, 105 км на схід від Крайови, 117 км на південь від Брашова.

## Населення
За даними перепису населення 2002 року у комуні проживали 3014 осіб.
Національний склад населення комуни:
| Національність | Кількість осіб | Відсоток |
| -------------- | -------------- | -------- |
| румуни         | 2968           | 98,5%    |
| цигани         | 46             | 1,5%     |

Рідною мовою назвали:
| Мова      | Кількість осіб | Відсоток |
| --------- | -------------- | -------- |
| румунська | 3010           | 99,9%    |
| циганська | 4              | 0,1%     |

Склад населення комуни за віросповіданням:
| Релігія        | Кількість осіб | Відсоток |
| -------------- | -------------- | -------- |
| православні    | 3007           | 99,8%    |
| римо-католики  | 5              | 0,2%     |
| реформати      | 1              | < 0,1%   |
| греко-католики | 1              | < 0,1%   |